# Ranunculus sintenisii
Ranunculus sintenisii är en ranunkelväxtart som beskrevs av Josef Franz Freyn. Ranunculus sintenisii ingår i släktet ranunkler, och familjen ranunkelväxter. Inga underarter finns listade i Catalogue of Life.